# Citharacanthus meermani
Citharacanthus meermani är en spindelart som beskrevs av Reichling och West 2000. Citharacanthus meermani ingår i släktet Citharacanthus och familjen fågelspindlar.
Artens utbredningsområde är Belize. Inga underarter finns listade i Catalogue of Life.